# Fonction de perturbation
Pour deux paires d'espaces localement convexes séparés {\displaystyle \left(X,X^{*}\right)} et {\displaystyle \left(Y,Y^{*}\right)}, en posant {\displaystyle f:X\to \mathbb {R} \cup \{+\infty \}}, on peut écrire le problème d'optimisation primal comme 
{\displaystyle \inf _{\mathrm {x} \in X}f(x).\,}
Pour un problème sous contraintes, on peut corriger f par f + Icontraintes avec I est la fonction indicatrice de l'espace des contraintes. Une fonction {\displaystyle F:X\times Y\to \mathbb {R} \cup \{+\infty \}} est une fonction de perturbation si elle est telle que 
{\displaystyle F(\mathrm {x} ,0)=f(\mathrm {x} )}.
Par exemple, pour un problème d'optimisation primal
{\displaystyle \inf _{\mathrm {x} \in X\subseteq \mathbb {R} ^{n}}\left\{f(\mathrm {x} ),g_{i}(\mathrm {x} )\leq 0,i=1,...,m\right\}}
on définit la fonction de perturbation v comme
{\displaystyle \forall \mathrm {y} =(y_{1},...,y_{m})\in \mathbb {R} ^{m},v(\mathrm {y} )=\inf _{\mathrm {x} \in X\subseteq \mathbb {R} ^{n}}\left\{f(\mathrm {x} ),g_{i}(\mathrm {x} )\leq y_{i},i=1,...,m\right\}.}

## Propriétés
Le problème primal est dit stable si v(0) est fini (le problème a une solution) et s'il existe un réel K tel que
{\displaystyle \forall \mathrm {y} \in (\mathbb {R} ^{m})^{*},v(0)-v(\mathrm {y} )\leq K\|\mathrm {y} \|.}

## Exemples

### Lagrangien
Soient {\displaystyle (X,X^{*})} et {\displaystyle (Y,Y^{*})} deux paires duales. Pour un problème primal donné (minimiser f(x)) et une fonction de perturbation associée  (F(x,y)) alors le Lagrangien {\displaystyle L:X\times Y^{*}\to \mathbb {R} \cup \{+\infty \}} est le conjugué négatif de F par rapport à y (i.e. le conjugué concave). Le Lagrangien est défini par
{\displaystyle L(x,y^{*})=\inf _{y\in Y}\left\{F(x,y)-y^{*}(y)\right\}.}
En particulier la équation du minmax en dualité faible peut être vue comme
{\displaystyle \sup _{y^{*}\in Y^{*}}-F^{*}(0,y^{*})=\sup _{y^{*}\in Y^{*}}\inf _{x\in X}L(x,y^{*})\leq \inf _{x\in X}\sup _{y^{*}\in Y^{*}}L(x,y^{*})=\inf _{x\in X}F(x,0).}
Si le problème primal est
{\displaystyle \inf _{x:g(x)\leq 0}f(x)=\inf _{x\in X}{\tilde {f}}(x)}
avec{\displaystyle {\tilde {f}}(x)=f(x)+I_{\mathbb {R} _{+}^{d}}(-g(x))}, alors si la perturbation est donnée par
{\displaystyle \inf _{x:g(x)\leq y}f(x)}
alors la fonction de perturbation est
{\displaystyle F(x,y)=f(x)+I_{\mathbb {R} _{+}^{d}}(y-g(x)).}
Ainsi la connexion à la dualité lagrangienne peut être vue, comme L peut être changée trivialement en
{\displaystyle L(x,y^{*})={\begin{cases}f(x)+y^{*}(g(x))&{\text{if }}y^{*}\in \mathbb {R} _{+}^{d},\\-\infty &{\text{else}}.\end{cases}}}

### Dualité de Fenchel
Pour une fonction f convexe et fermée, on définit la transformée de Fenchel-Rockafellar ou Fenchel-Legendre ou polaire, la fonction
{\displaystyle f^{*}(x)=\sup \langle x,y\rangle -f(y)}
Elle est bien une fonction de perturbation dans le sens où
{\displaystyle f^{*}(0)=-\inf f(x)}
Soient {\displaystyle (X,X^{*})} et {\displaystyle (Y,Y^{*})} deux paires duales. On suppose qu'il existe une application linéaire {\displaystyle T:X\to Y} avec pour opérateur adjoint {\displaystyle T^{*}:Y^{*}\to X^{*}}. On suppose que la fonction objectif primale{\displaystyle f(x)} (avec les contraintes sous forme de fonctions indicatrices) peut être écrites sous la forme {\displaystyle f(x)=J(x,Tx)} de sorte que {\displaystyle J:X\times Y\to \mathbb {R} \cup \{+\infty \}}. Alors la fonction de perturbation est donnée par
{\displaystyle F(x,y)=J(x,Tx-y).}
En particulier, si la fonction primale est {\displaystyle f(x)+g(Tx)} alors la fonction de perturbation est donnée par {\displaystyle F(x,y)=f(x)+g(Tx-y)}, qui est la définition traditionnelle de la dualité de Fenchel.